# Lithoxus pallidimaculatus
Lithoxus pallidimaculatus är en fiskart som beskrevs av Marinus Boeseman 1982. Lithoxus pallidimaculatus ingår i släktet Lithoxus och familjen Loricariidae. Inga underarter finns listade i Catalogue of Life.